# Pfarrkirche Mäder

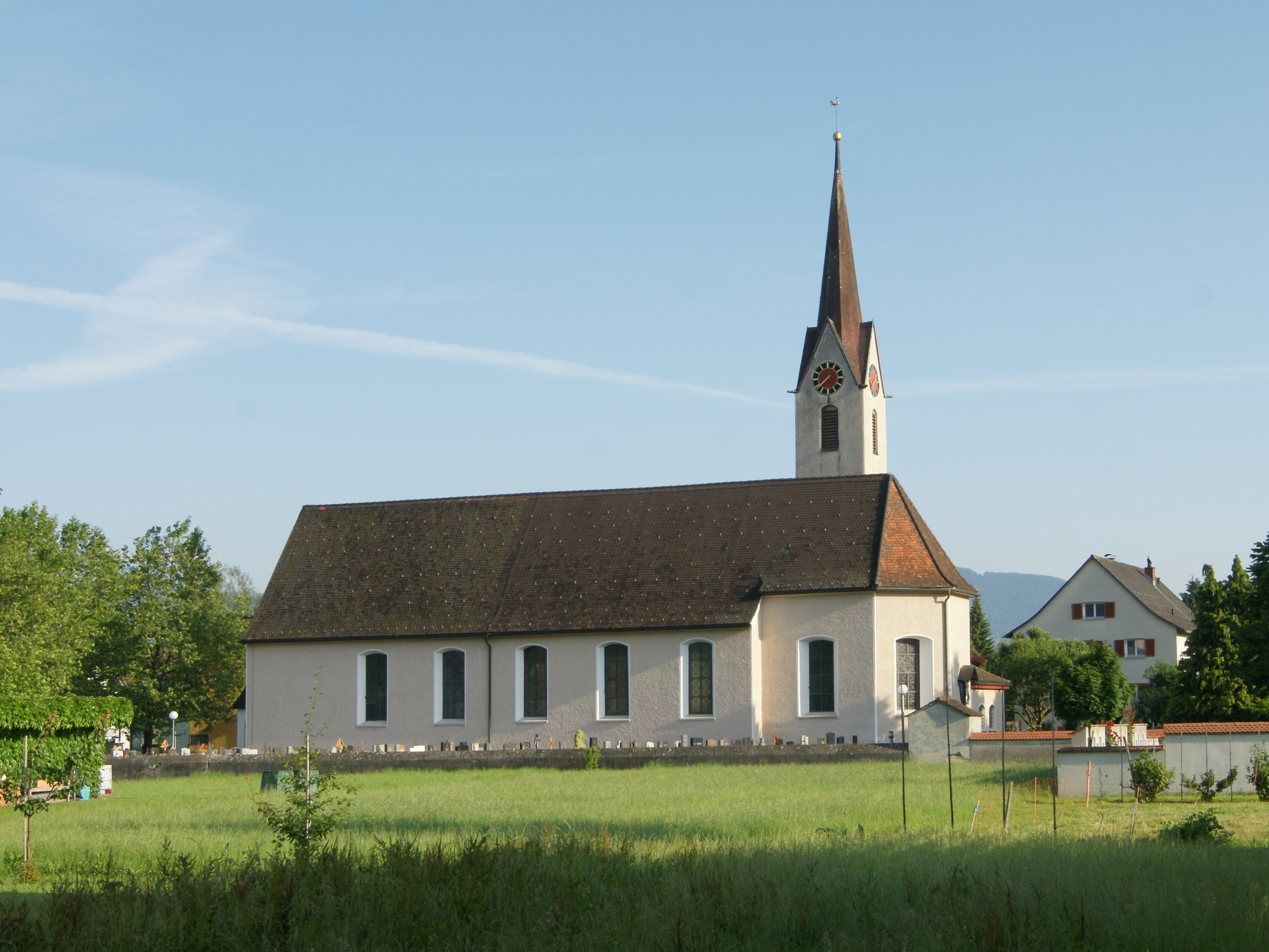
Kath. Pfarrkirche hl. Bartholomäus in Mäder

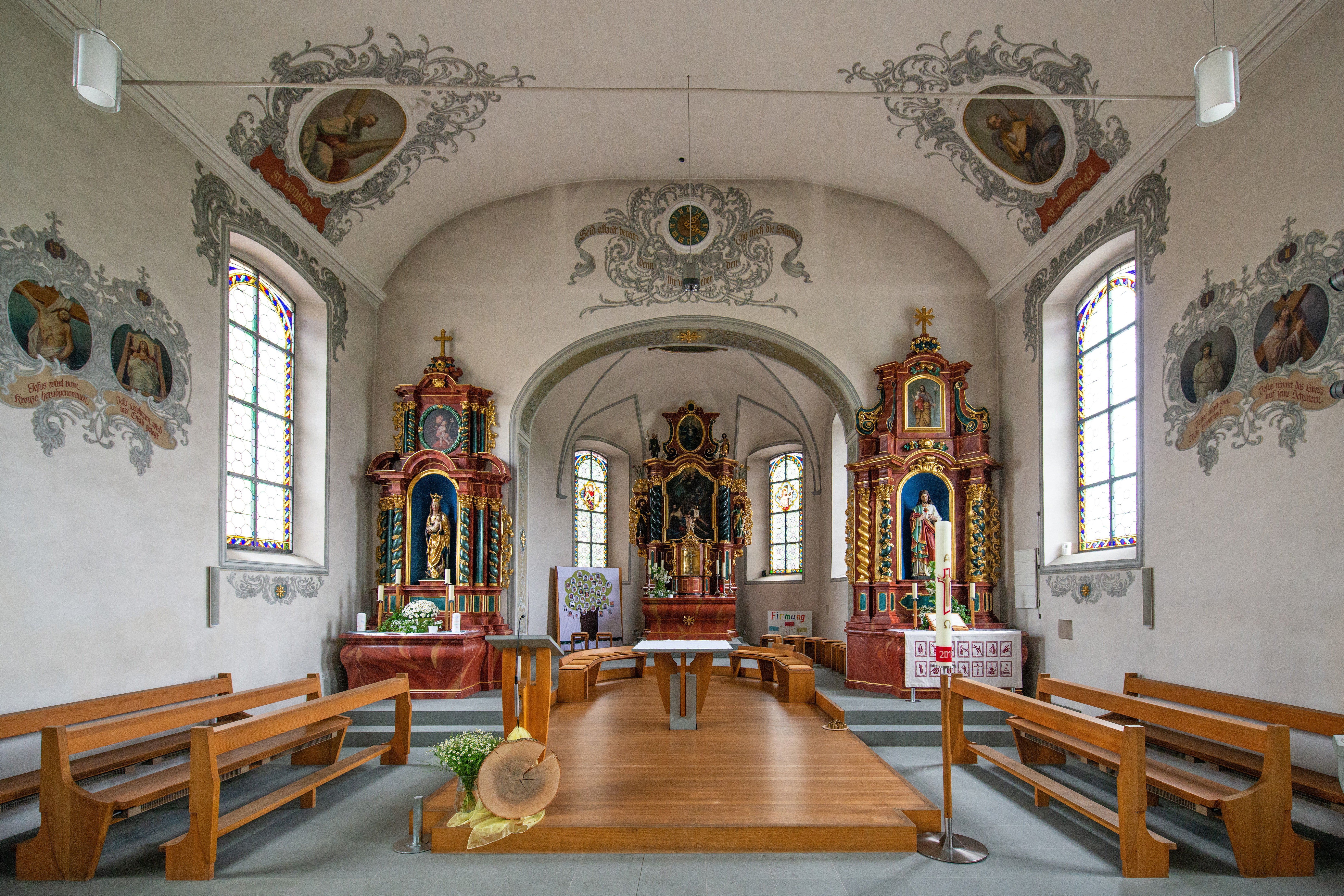
Hochaltar

Die römisch-katholische Pfarrkirche Mäder steht von einem ummauerten Friedhof umgeben auf einem freien Feld in der Gemeinde Mäder im Bezirk Feldkirch in Vorarlberg. Die auf den heiligen Apostel Bartholomäus geweihte Pfarrkirche gehört zum Dekanat Rankweil der Diözese Feldkirch. Die Kirche und der Friedhof stehen unter Denkmalschutz.

## Geschichte
Kirchlich gehörte Mäder zu Montlingen am linken Ufer des Rheins. Die Bewohner von Mäder erreichten die Kirche in Montlingen über eine gute Wegstunde (sofern die Fähre über den Rhein in Koblach pünktlich ablegte). Im Spätmittelalter wurde den Bewohnern von Mäder der Weg zu lang und sie wollten eine eigene Kapelle im Ort. 1599 durfte unter dem Patronat des Grafen von Hohenems und nach Genehmigung von Kaspar von Hohenems in Mäder eine Kapelle gebaut werden und einige Jahre später auch ein Friedhof. Kapelle und Friedhof wurden am 28. August 1604 von Johann Jakob Mirgel, Weihbischof von Konstanz, eingeweiht. Kurz vor dem Ende des Dreißigjährigen Kriegs wurde Mäder zur Pfarre erhoben. Die nunmehrige Pfarre Mäder unterstand wie die Pfarre Montlingen der Pfarre in Rankweil (heute Dekanat Rankweil). 1654 wurde mit einem "Separationsbrief" die endgültige Trennung der Mutterpfarre von Montlingen und der Pfarre Mäder vollzogen. Die Jahreszahl 1652 ist auf dem Kupferdeckel des Taufbeckens in der Pfarre Mäder als Beginn der eigenständigen Pfarre eingraviert.
Ab 1726 erfolgte ein Neubau einer Kirche, welcher 1746 erweitert wurde. 1762 wurde der Turm erbaut und im Ende des 19. Jahrhunderts erhöht. 1931 wurde die Kirche mit dem Baumeister Hilti und Otto Gisinger verlängert. 1982 wurde die Sakristei angebaut.
Bis heute erhalten ist der Brauch, dass die große Glocke der Pfarre Montlingen am 24. Dezember (Heilige Nacht) eine Stunde lang läutet, um alle Bewohner aus den früher weit verstreuten Ansiedlungen (wie es Mäder war) zur Kirche zu rufen.

## Architektur
Das Langhaus und der eingezogene Chor mit einem Dreiachtelschluss stehen unter einem gemeinsamen Satteldach. Das Vorzeichen ist gemauert. Der Nordturm steht am Langhaus und Chor. Der eingeschoßige Sakristeianbau steht nördlich am Chor.

## Ausstattung

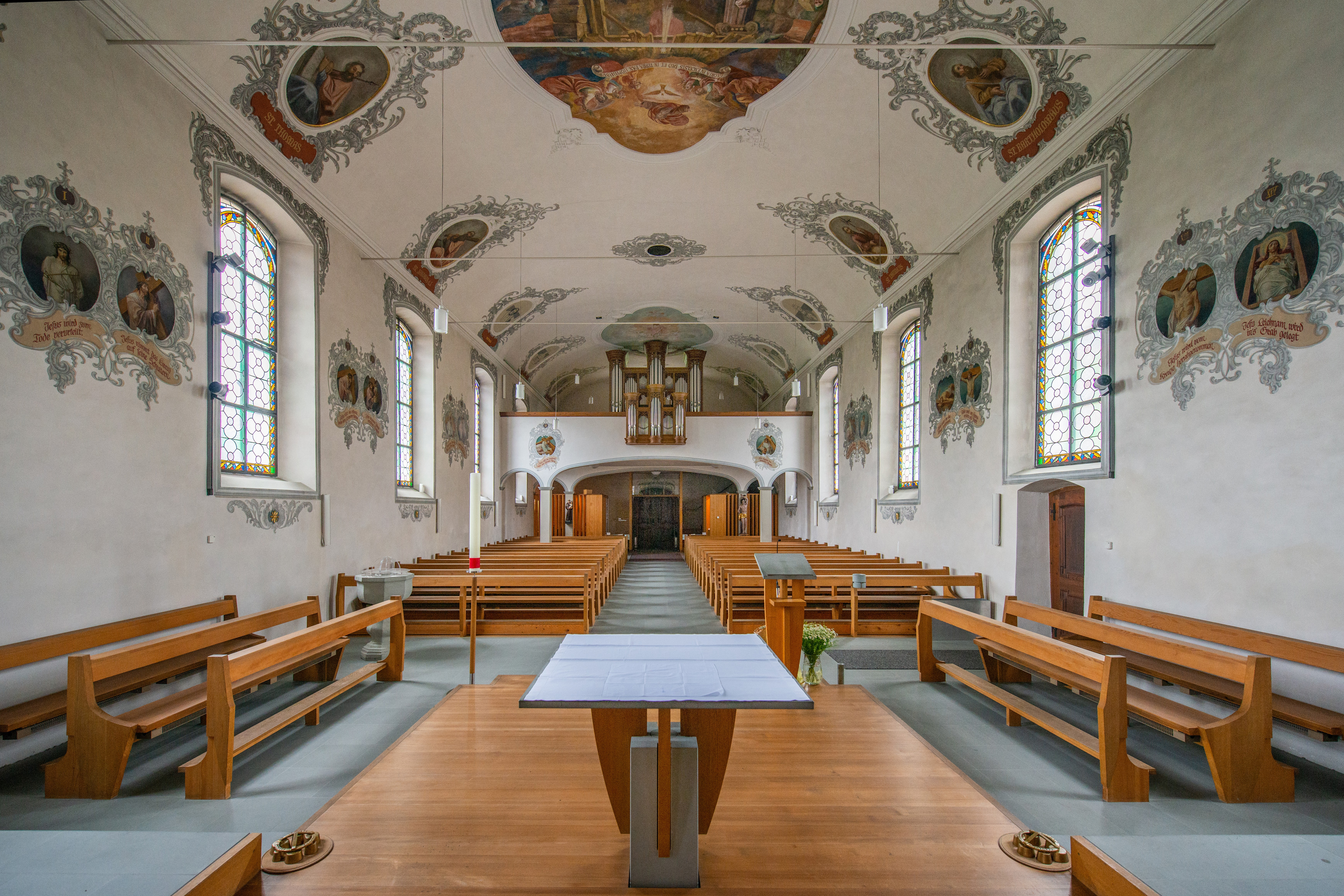
Blick in die Bethalle und auf die Orgelempore

Der Hochaltar aus 1726 mit einem Aufbau mit zwei gedrehten Säulen und einem geschwungenen Giebel hat seitlich Nischenpodeste und Akanthusranken. Das Hochaltarbild Marter des hl. Bartholomäus hat die Signatur Jacob Carl Stauder Constanz invenit et pinx. 1731. Die Seitenfiguren Peter und Paul und im Oberbild Immaculata sind aus dem Anfang des 18. Jahrhunderts.
Die Orgel bauten die Gebrüder Mayer (1876); sie wurde 1946 erweitert und 1955 restauriert. 1985 wurde ein neues Werk durch Orgelbau Rieger errichtet.

## Glocken
Die Herkunft der ältesten, der "glatten", Glocke aus dem 14. Jahrhundert mit einem Gewicht von rund 300 Kilogramm ist nach wie vor ungeklärt. Ein Nachweis, dass diese aus der protestantischen Kirche von Marbach (Schweiz) kommt, ist bislang nicht gelungen. In der Pfarrchronik von Mäder finden sich hierzu keine gesicherten Angaben. 1596 wurde eine Glocke von Bartholomäus Böckle gespendet. Diese Glocke mit etwa 30 Kilogramm hat die Inschrift: Ave Maria gratia plena dominus tectum und wird kurz als "Ave-Glöckchen" bezeichnet. 1633 wurde für die Pfarre Mäder von Matthias Stutzenberger eine etwa 80 Kilogramm schwere Glocke gegossen. Diese beiden Glocken mussten im Zuge des Ersten Weltkriegs für Rüstungszwecke abgeliefert werden.